# Виннипег Айс
«Виннипег Айс» (англ. Winnipeg Ice) — молодёжный хоккейный клуб из города Виннипег, провинция Манитоба, Канада. Выступает в Западной хоккейной лиге (WHL), одной из трёх лиг, составляющих Канадскую хоккейную лигу (CHL). Команда начала выступать в Западной хоккейной лиге в сезоне 2019-20 и проводила домашние матчи на стадионе «Уэйн Флеминг-арена». Невозможность построить новую арену для команды, что было обязательным условием лиги при переезде из Крэнбрука, Британская Колумбия, привела к тому, что команда была продана и переехала в Уэнатчи, штат Вашингтон, в сезоне 2023-24.

## Достижения
- Финалист WHL : 2023;
- Победитель регулярного сезона (2): 2021-22, 2022-23;

## Статистика
Сокращения: И = сыграно игр, В = победы, П = поражения, ПО = поражения в овертаймах, ПБ = поражения по буллитам, ЗШ = забитые шайбы, ПШ = пропущенные шайбы
| Сезон   | И  | В  | П  | ПО | ПБ | ЗШ  | ПШ  | Очки | Рег. чемп. | Плей-офф                         |
| ------- | -- | -- | -- | -- | -- | --- | --- | ---- | ---------- | -------------------------------- |
| 2019-20 | 63 | 38 | 24 | 1  | 0  | 231 | 207 | 77   | 2, Восток  | Отменено из-за пандемии COVID-19 |
| 2020-21 | 24 | 18 | 5  | 1  | 0  | 100 | 70  | 37   | 2, Восток  | Плей-офф не проводился           |
| 2021-22 | 68 | 53 | 10 | 3  | 2  | 317 | 152 | 111  | 1, Восток  | Поражение в финале конференции   |
| 2022-23 | 68 | 57 | 10 | 1  | 0  | 325 | 177 | 115  | 1, Восток  | Поражение в финале               |